# Dynamite (песен)
Dynamite е песен, записана от южнокорейската момчешка група BTS, издадена на 21 август 2020 г. чрез Big Hit Entertainment и Sony Music Entertainment. Това е първата песен на групата, изцяло записана на английски език. Песента, написана от Дейвид Стюарт и Джесика Агомбар и продуцирана от Стюарт, е оптимистична диско поп песен с елементи на фънк, соул и дъвка поп и черпи влияние от музиката от 70-те години на XX век — включва щракащи ръкопляскания, отекващи синтезатори и празнични клаксони. Dynamite преживява голям комерсиален успех по целия свят; той дебютира на първо място в класацията Billboard Hot 100, превръщайки се в първия номер едно сингъл на групата в Съединените щати и превръщайки BTS в първия изцяло южнокорейски изпълнител, оглавил Hot 100. Песента е продала 265 000 изтегляния през първата си седмица, отбелязвайки седмицата с най-големи чисти продажби след Look What You Made Me Do (2017) на Тейлър Суифт. Dynamite остава на върха на Hot 100 общо три седмици. В Spotify Dynamite дебютира с 7,778 милиона стриймвания, отбелязвайки най-големия дебютен ден за песен през 2020 г. Освен това Dynamite достига номер едно както в Billboard Global 200, така и в Billboard Global Excl. щатски класации, оглавявайки последната три последователни седмици. Песента достига върха в топ десет на класациите в 25 страни, включително Австралия, Канада и Обединеното кралство, и оглавява класациите в Унгария, Израел, Литва, Малайзия, Сингапур и Южна Корея. Придружаващото музикално видео достига 1 милиард гледания на 12 април 2021 г.